# ألبير كالميت
ليون شارل ألبير كالميت (12 يوليو 1863 - 29 أكتوبر 1933) (بالفرنسية: Léon Charles Albert Calmette) طبيب وعالم
فرنسي، متخصص في علم الجراثيم وعلم المناعة، ومسؤول مهم في معهد باستور. اكتشف عصية كالميت غيران، وهو شكل مخفف من المتفطرة البقرية المستخدمة في لقاح عصية كالميت غيران ضد مرض السل. كما طوّر أول مضاد السم للسم الحيواني، وهو مصل كالميت.

## مسيرته المهنية المبكرة
وُلد كالميت في نيس بفرنسا، وأراد أن يخدم في القوات البحرية وأن يكون طبيبًا، التحق تبعًا لذلك بمدرسة أطباء البحرية في بريست في عام 1881. وبدأ عمله في الهيئة الطبية البحرية في هونغ كونغ في عام 1883، حيث عمل مع الدكتور باتريك مانسون الذي درس عدوى دودة الفيلاريا الطفيلية الناشئة عن البعوض المسببة لمرض داء الفيل.
أكمل كالميت درجته الطبية على موضوع داء الخيطيات/ الفيلاريا. ثم كُلف بالعمل في سان بيير وميكلون حيث وصل في عام 1887. وخدم بعد ذلك في غرب إفريقيا في غابون والكونغو الفرنسية، حيث أجرى هناك أبحاثًا عن مرض الملاريا وداء المثقبيات الأفريقي أو ما يعرف بمرض النوم إضافة إلى مرض البلاغرا.

## تعاونه مع باستور
التقى كاميت مع لويس باستور (1822 – 1895) وأميل روكس (1853 – 1933) عند عودته إلى فرنسا في عام 1890. وكان روكس أستاذًا له في دورة تدريبية عن علم الجراثيم. استعان باستور بكاميت في تأسيس معهد باستور وإدارته وتوجيهه في سايغون (الهند الصينية الفرنسية) في عام 1891.
وهناك، كرس نفسه لمجال علم السموم الناشئ الذي كان له صلات هامة بعلم المناعة، ودرس زعاف الثعابين والنحل وسموم النبات والكورار. إضافةً إلى ذلك، نظم إنتاج اللقاحات ضد الجدري وداء الكلب وأجرى بحوثًا عن الكوليرا وتخمير الأفيون والأرز.
عاد إلى فرنسا مرة أخرى في عام 1894 وطور أول مضادات سموم لدغات الثعابين مستخدمًا مصلًا مناعيًا من خيول ملقحة (مصل كالميت). وتناول العمل في هذا المجال لاحقًا الطبيب البرازيلي فيتال برازيل في معهد بوتانتان في ساو باولو الذي طور عدة مضادات أخرى ضد سموم الثعابين والعقارب والعناكب.
شارك أيضًا في تطوير أول مصل مناعي ضد الطاعون الدملي (الآفة السوداء)، بالتعاون مع ألكسندر يرسين (1863-1943) مكتشف اليرسينيا الطاعونية، وهي العامل المسبب لمرض الطاعون الدملي، وذهب إلى البرتغال لدراسة الوباء ومكافحته في أوبورتو.

## قيادة المعهد
في عام 1895، كلف روكس كالميت بقيادة معهد باستور في مدينة ليلي، حيث كان من المقرر أن يبقى لمدة 25 سنة تالية. حيث أسس أول مستوصف لمكافحة مرض السل في ليلي وسماه باسم أميل روكس. وأسس الرابطة الشمالية لمكافحة مرض السل في عام 1904 التي ما تزال موجودة حتى يومنا هذا.
ساعد في إنشاء فرع للمعهد في الجزائر العاصمة (في دولة الجزائر) عام 1909. ووافق على أن يشغل منصب مساعد مدير المعهد في باريس عام 1918 ة، وأصبح عضوًا في الرابطة الوطنية للطب في فرنسا في العام التالي.

## أبحاثه عن مرض السل
حقق عمل كالميت العلمي الرئيس شهرةً عالمية، فارتبط اسمه بشكل دائم في تاريخ الطب بمحاولته تطوير لقاح مضاد لمرض السل الذي كان سببًا رئيسًا للموت آنذاك.
اكتشف عالم الأحياء الدقيقة الألماني روبرت كوخ في عام 1882 أن عصيات السل والمتفطرات السلية كانت عاملًا ممرضًا، وقد اهتم لويس باستور بها أيضًا. وأثبت فيما بعد الطبيب البيطري وعالم المناعة كميل جيرين أن المناعة ضد مرض السل ترتبط مع عصيات السل الحية في الدم. وحقق كالميت في كيفية تطوير المناعة باستخدام منهج باستور في استجابة لحقن العصيات البقرية الموهنة في الحيوانات.
وقد أُعطي هذا الإعداد اسم مكتشفيه كالميت وجيرين (عصية كالميت جيرين أو كما تعرف باختصار BCG). وقد تحقق التخفيف عن طريق زراعة العصيات في ركيزة تحتوي على مادة العصارة الصفراوية بناءً على فكرة قدمها باحث نرويجي يدعى كريتسيان فييه أندورد (1855 – 1934). وسعى كل من جيرين وكالميت في الفترة من عام 1908 إلى عام 1921 إلى إنتاج سلالات من العصيات أقل حدة تدريجيًا وذلك عن طريق نقلها إلى أطباق زرع متعاقبة. استخدموا أخيرًا في عام 1921 عصيات كالميت جيرين لتلقيح الأطفال حديثي الولادة بشكل ناجح في منطقة شاريتيه في باريس.
مع ذلك، عانى برنامج التطعيم من انتكاسة خطيرة عندما أُصيب 72 طفلًا ملقحًا بمرض السل في عام 1930 في منطقة لوبيك في ألمانيا؛ بسبب تلوث بعض الدفعات المعطاة في ألمانيا. وأُعيد التلقيح الجماعي للأطفال في العديد من البلدان في عام 1932 عندما طُبقت تقنيات إنتاج جديدة أكثر أمانًا. ولكن رغم ذلك، تأثر كالميت بشدة بسبب الانتكاسة وتوفي بعد عام واحد في باريس.

## حياته الشخصية
كان شقيق غاستون كالميت (1858-1914)، محرر صحيفة لو فيجارو الذي اغتيل في عام 1914 على يد هنرييت كايو.

## إرثه
يعد اسمه اليوم واحدًا من الأسماء الفرنسية القليلة الباقية في شوارع مدينة هوشي منه (ومن الأسماء الأخرى الباقية: يرسين وألكسندر دي رودس وباستور). وقد سُمي الجسر الجديد (المكتمل عام 2009) باسمه (كالميت) الذي يربط الحي الأول بالحي الرابع ويتصل أيضًا بمخرج نفق ثوثييم الجديد الذي يربط الحي الأول بمنطقة ثوثييم السكنية المستقبلية في الحي الثاني. وسُمي المستشفى الكبير في كمبوديا باسم مستشفى كالميت.

## روابط خارجية
- ألبير كالميت على موقع الموسوعة البريطانية (الإنجليزية)